# Melchior Lechter
Melchior Lechter (Münster, 20 ottobre 1865 – Raron, 8 ottobre 1937) è stato un artista, illustratore e pittore simbolista tedesco.

## Biografia
Dopo aver completato gli studi in pittura del vetro nella sua città natale, si recò a studiare all'Accademia d'Arte di Berlino nel 1884. Nella capitale del regno incontrò nel 1895 lo scrittore Stefan George, di cui illustrò numerosi libri.
Oltre a questo Lechter ottenne numerosi lavori, come la progettazione della Sala Pallenberg al Museo di Arti applicate di Colonia, premiato all'Esposizione Universale 1900 a Parigi.
Nel 1907 ricevette la commissione di una pittura su vetro per il Museo nella piazza del Duomo di Münster, effettuando così il suo primo lavoro nella città d'origine.